# Kim Van De Steene
Kim Van De Steene, née le 8 juillet 1986 est une coureuse cycliste belge, spécialisée dans le cyclo-cross.

## Biographie
Kim Van De Steene voulait faire du cyclo-cross lorsqu'elle était adolescente, mais ses parents ne l'ont pas autorisé par peur des blessures. Ce n’est qu'après son mariage qu’elle a commencé à pratiquer ce sport, à l'âge de 25 ans.  Elle remporte rapidement plusieurs courses du calendrier national, dont le Hotondcross en 2011 et le GP Stad Eeklo de 2012. Cependant, sa priorité reste sa famille  - elle donne naissance à deux enfants en 2014 et 2015 - et son travail à l'hôpital de Gand. Elle possède également sa propre ferme pour enfants, qui sert également de garderie. C'est pour cette raison qu'elle décline longtemps les invitations à rejoindre l'équipe nationale,. 
En 2018, Van de Steene bénéficie de plus de temps pour s'entraîner et remporte à 32 ans ses premiers succès internationaux en cyclo-cross, une manche du Superprestige à Boom et de l'IJsboerke Ladies Trophy à Oudenaarde. Cependant, la combinaison du travail, de la famille et du sport de compétition la pousse dans ses limites physiques et psychologiques. Elle doit arrêter sa saison et passe plusieurs semaines à l'hôpital en raison d'un burn-out au mois de décembre.
À partir de l'automne 2019, elle retrouve la compétition et remporte le Kermiscross d'Ardooie. En 2021, elle devient mère pour la troisième fois. En 2023, elle attire à nouveau l'attention avec une quatrième place au Koppenbergcross. Au cours de sa carrière, elle court plusieurs saisons pour l'équipe Tarteletto-Isorex jusqu'en 2020. Plus tard, elle rejoint le projet Never Give Up en l'honneur de sa défunte amie Jolien Verschueren.

## Palmarès en cyclo-cross
- 2018-2019
  - Superprestige #2, Boom
  - IJsboerke Ladies Trophy #1, Oudenaarde
- 2019-2020
  - Kermiscross, Ardooie